# Ringebu
Ringebu je občina v okrožju Innlandet na Norveškem. Lerži v tradicionalnem okrožju Gudbrandsdal. Upravno središče občine je vas Vålebru (vas je znana tudi kot Ringebu).
S 1248 kvadratnimi kilometri je občina 85. največja po površini od 356 občin na Norveškem. Ringebu je 195. najbolj naseljena občina na Norveškem s 4385 prebivalci. Gostota prebivalstva v občini je 3,6 prebivalca na kvadratni kilometer, njeno prebivalstvo pa se je v zadnjih 10 letih zmanjšalo za 3,9 %.

## Splošne informacije
Prestegjeld (geografsko in upravno območje znotraj Norveške cerkve) Ringebu je bil kot občina ustanovljen 1. januarja 1838. Leta 1864 je bil severni del Ringebuja (386 prebivalcev) ločen in postal nova občina Sollia. (Leta 1890 je Sollia prešla iz okraja Oppland v okrožje Hedmark.) 1. januarja 1899 je bil nenaseljen del Ringebuja (v okrožju Oppland) prenesen v sosednjo občino Sollia (v okrožju Hedmark).
Norveška cerkev ima v občini Ringebu tri župnije (sokn). Je del Sør-Gudbrandsdal prosti (dekanije) v škofiji Hamar.

## Ime
Občina (prvotno župnija) je dobila ime po stari kmetiji Ringebu (staronordijsko (Ringabú ali Hringabú), saj je bila tam zgrajena lesena cerkev Ringebu. Prvi element je verjetno izpeljan iz besede ringr, ki pomeni 'prstan' (vendar v kakšnem kontekstu ni znano). Zadnji element je bú, kar pomeni 'kmetija', 'posestvo' ali 'podeželsko območje'.

## Zgodovina
Lesena cerkev v Ringebuju je bila zgrajena okoli leta 1220 in je ena izmed manj kot 30 ohranjenih lesenih cerkev iz stebrov (Stavkirke) na Norveškem in ena največjih.
Približno 15 kilometrov severno od cerkve leži stara kmetija Hundorp, ki je legendarni dom Dale-Gudbranda. Dale-Gudbrand je omenjen v Heimskringli (Kronika norveških kraljev) Snorrija Sturlusona. Poročilo o spreobrnitvi Dale-Gudbranda v krščanstvo s strani kralja Olafa II. (1015-1021 n. št.) je splošno priznano.

## Geografija
Ringebu meji na zahodu na občino Sør-Fron, na jugozahodu na občino Gausdal, na jugovzhodu na občino Øyer ter na vzhodu in severu na občino Stor-Elvdal.
Upravno središče občine Ringebu je vas Vålebru, ki je na nadmorski višini 182 metrov v dolini ob reki Gudbrandsdalslågen, vendar 50 % območja znotraj občinskih meja leži na nadmorski višini več kot 900 metrov nad morsko gladino. Od Ringebuja dva gorska prelaza omogočata cestni dostop v dolino Østerdal na severovzhodu; eden od teh je pozimi zaprt. Ker ta gorska območja zanesljivo zagotavljajo dobre snežne razmere, je območje priljubljena turistična destinacija. Smučišče Kvitfjell v Ringebuju je bilo razširjeno, da bi služilo kot prizorišče spusta za zimske olimpijske igre 1994.